# WFDC9
WFDC9 (англ. WAP four-disulfide core domain 9) – білок, який кодується однойменним геном, розташованим у людей на довгому плечі 20-ї хромосоми. Довжина поліпептидного ланцюга білка становить 89 амінокислот, а молекулярна маса — 10 506.
| 10         |  | 20         |  | 30         |  | 40         |  | 50         |
| ---------- |  | ---------- |  | ---------- |  | ---------- |  | ---------- |
| MKPWILLLVM |  | FISGVVMLLP |  | VLGSFWNKDP |  | FLDMIRETEQ |  | CWVQPPYKYC |
| EKRCTKIMTC |  | VRPNHTCCWT |  | YCGNICLDNE |  | EPLKSMLNP  |  |            |

C: Цистеїн

D: Аспарагінова кислота

E: Глутамінова кислота

F: Фенілаланін

G: Гліцин

H: Гістидин

I: Ізолейцин

K: Лізин

L: Лейцин

M: Метіонін

N: Аспарагін

P: Пролін

Q: Глутамін

R: Аргінін

S: Серин

T: Треонін

V: Валін

W: Триптофан

Секретований назовні.